# Denticetopsis sauli
Denticetopsis sauli is een straalvinnige vissensoort uit de familie van de walvismeervallen (Cetopsidae). De wetenschappelijke naam van de soort is voor het eerst geldig gepubliceerd in 1996 door Ferraris.